# Limiarização por equilíbrio do histograma
Em processamento de imagem, o método de limiarização por equilíbrio do histograma , é um método muito simples utilizado para fazer a limiarização de uma imagem ou, por outras palavras, transformar uma imagem definida a níveis de cinza numa imagem definida a preto e branco (binária). Na mesma linha de métodos como o método de Otsu  e método de Seleção Iterativa , este é um método baseado no processamento do histograma da imagem. O algoritmo assume que a imagem se divide em duas classes: o fundo e o objeto propriamente dito. O método procura encontrar o nível de limiarização óptimo que divide o histograma em duas classes.

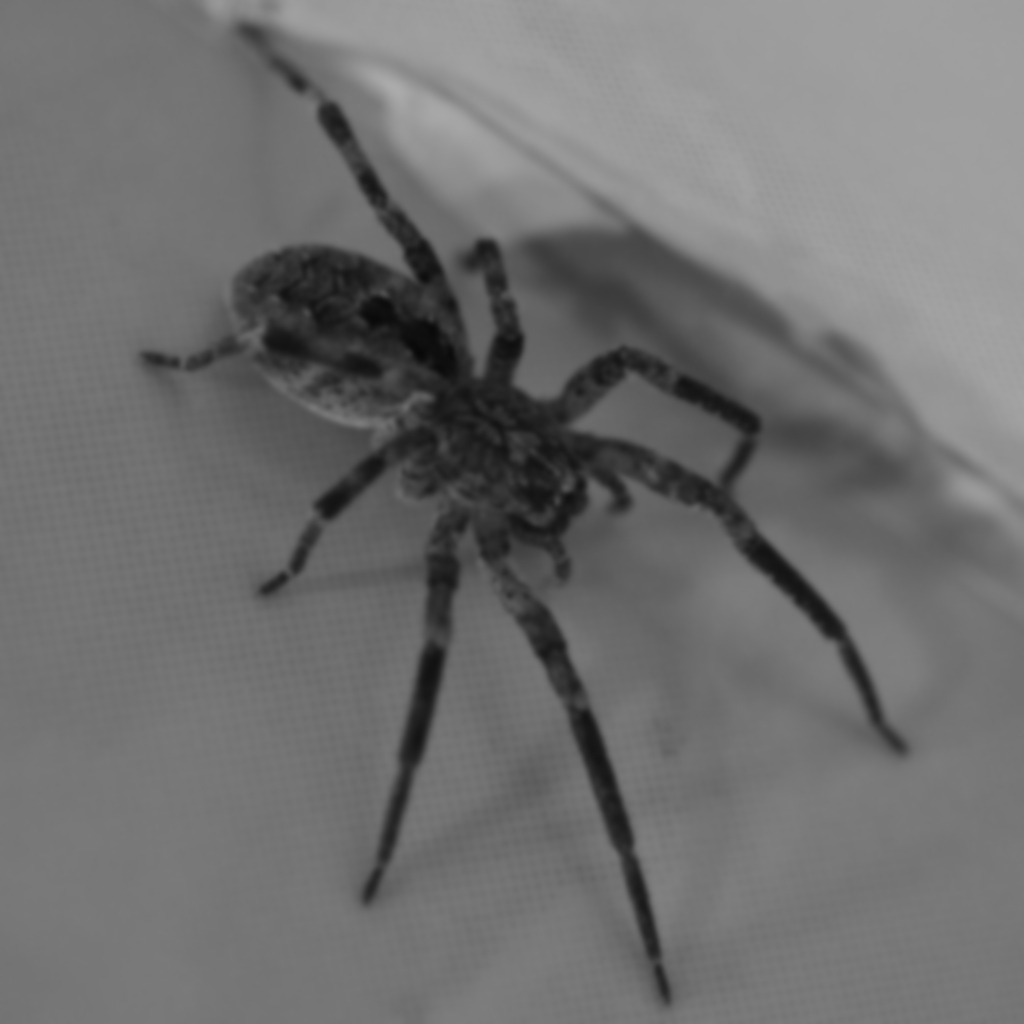
Imagem original.

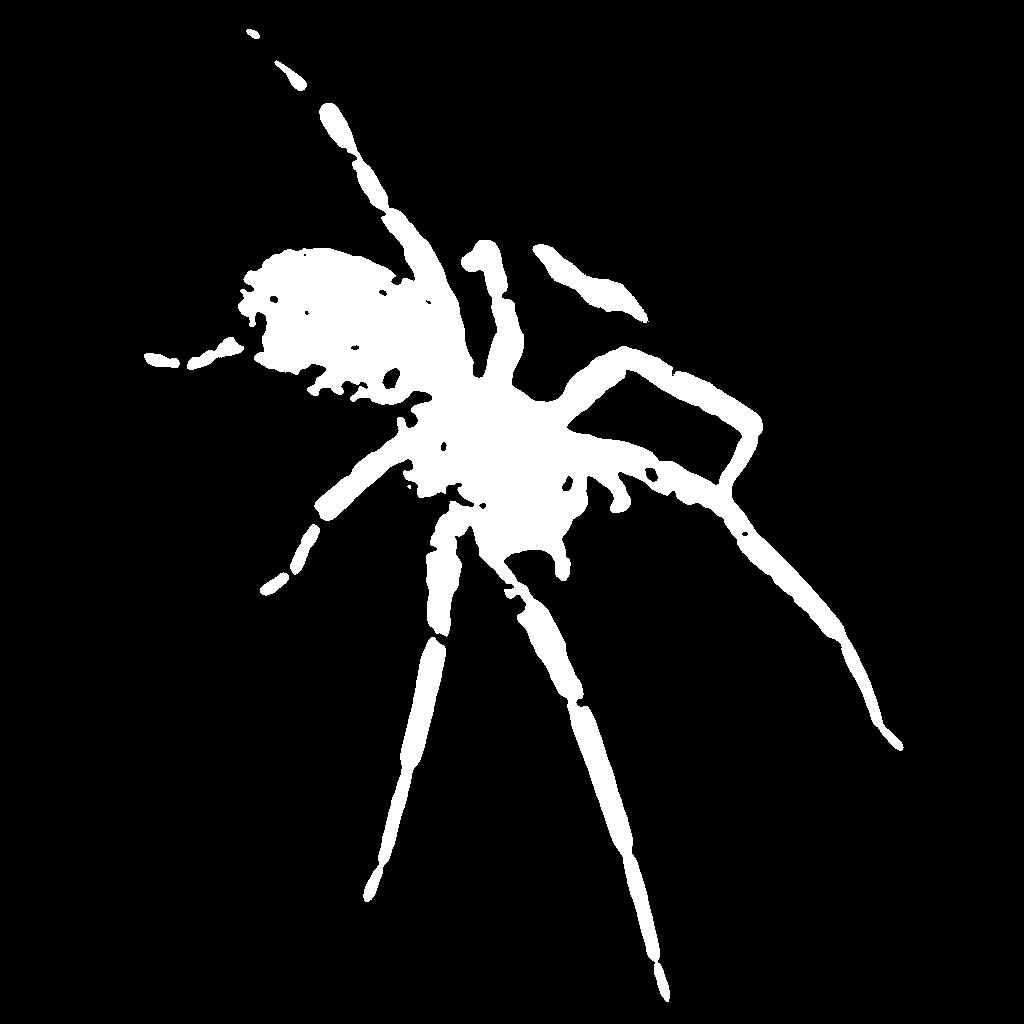
Imagem após limiarização.

Este método pesa o histograma, verifica qual dos dois lados é o mais pesado, e remove peso do lado mais pesado até que este se torne o mais leve. Repete a mesma o operação até que os dois extremos da balança se encontrem.
Dada a sua simplicidade, este método é uma boa escolha como primeira abordagem ao se discutir a limiarização automática de imagens.

## Algoritmo
A listagem abaixo, em notação C, é uma simplificação do algoritmo de Limiarização por Equilíbrio do Histograma:
```
    
int
 
BHThreshold
(
int
[]
 
histogram
)
 
{

        
i_m
 
=
 
(
int
)((
i_s
 
+
 
i_e
)
 
/
 
2.0f
);
 
// Base da balança I_m

        
w_l
 
=
 
get_weight
(
i_s
,
 
i_m
 
+
 
1
,
 
histogram
);
 
// peso na esquerda W_l

        
w_r
 
=
 
get_weight
(
i_m
 
+
 
1
,
 
i_e
 
+
 
1
,
 
histogram
);
 
// peso na direita W_r

        
while
 
(
i_s
 
<=
 
i_e
)
 
{

            
if
 
(
w_r
 
>
 
w_l
)
 
{
 
// mais peso à direita

                
w_r
 
-=
 
histogram
[
i_e
--
];

                
if
 
(((
i_s
 
+
 
i_e
)
 
/
 
2
)
 
<
 
i_m
)
 
{

                    
w_r
 
+=
 
histogram
[
i_m
];

                    
w_l
 
-=
 
histogram
[
i_m
--
];

                
}

            
}
 
else
 
if
 
(
w_l
 
>=
 
w_r
)
 
{
 
// mais peso à esquerda

                
w_l
 
-=
 
histogram
[
i_s
++
];
 

                
if
 
(((
i_s
 
+
 
i_e
)
 
/
 
2
)
 
>
 
i_m
)
 
{

                    
w_l
 
+=
 
histogram
[
i_m
 
+
 
1
];

                    
w_r
 
-=
 
histogram
[
i_m
 
+
 
1
];

                    
i_m
++
;

                
}

            
}

        
}

        
return
 
i_m
;

    
}

```

Evolução do algoritmo.

Este algoritmo poderá apresentar problemas em imagens com muito ruído, visto que os limites da balança poderão ser erroneamente definidos. Para minimizar este problema, pode ser definido um valor mínimo de representatividade para eliminar as barras, resultantes de ruído, antes do início e após o fim do histograma .